# Циві-Гомборський хребет
Циві-Гомборський хребет (груз. ცივ-გომბორის ქედი) або Гомборі (გომბორი) — гірський масив у грузинській частині гір Великого Кавказу. Він розташований у провінції Кахетія, Східна Грузія, і простягається на відстань 107 км, а найвища гора — 1991 м над рівнем моря.
Хребет Гомборі слугує вододілом, відокремлюючи долини річок Алазані та Іорі, тим самим розділяючи Кахетію на два традиційних регіони: внутрішній (Шіда) і зовнішній (Гаре). Схили хребта перетинають кілька менших річкових ущелин. Алазанія проходить через гірський масив, що впливає на загальні кліматичні умови в регіоні. Природний заповідник Маріамджварі розташований на південній стороні хребта. На північних і південних схилах ростуть соснові ліси.